# Гунфрід (герцог Фріульський)
Гунфрід, герцог Фріульський (799—804). Водночас він був маркграфом Істрійським, засновник династі Гунфрідінгів. За походженням належав до алеманів і був графом у Ретії.